# Mystic Heroes
Mystic Heroes (バトル封神?, Batoru Houshin, Battle Houshin) è un videogioco pubblicato nel 2002 da Koei per Nintendo GameCube. Il gioco ha ricevuto conversioni per Game Boy Advance e PlayStation 2 ed è stato distribuito tramite PlayStation Network per PlayStation 3.
Il videogioco è basato sul romanzo Fengshen Yanyi.